# Moncef Marzouki
Moncef Marzouki (àrab: المنصف المرزوقي, al-Munṣif al-Marzūqī), el nom complet del qual és Al-Moncef ben Mohammed Bedoui Al-Marzouki (Grombalia, Tunísia, 7 de juliol de 1945) és un polític, escriptor i metge tunisià, president de la República de Tunísia des del 13 de desembre de 2011, després de ser triat el dia anterior per l'Assemblea Constituent, i fins al 31 de desembre de 2014. Fins a la seva arribada a la prefectura de l'Estat tunisenc va ser president del partit Congrés per a la República (CPR) des de la seva fundació en 2001. El novembre de 2021, Moncef Marzouki va ser objecte d'una ordre de detenció internacional per posar en perill la seguretat de l'estat.